# Eternal (juego de cartas)
Eternal es un videojuego gratuito de cartas coleccionables desarrollado y publicado por Dire Wolf Digital. Eternal está disponible para dispositivos iOS (App Store), Android (Google Play), para Nintendo Switch y para PCs (Steam). Es un juego multiplataforma ya que permite a los jugadores competir entre ellos independientemente de que plataforma utilizen. El juego tiene lugar en un escenario de fantasía con un ligero foco en el lejano oeste, entre otros géneros.
Eternal es un juego de cartas por turnos entre dos jugadores. En el modo más común, cada jugador utiliza un mazo construido por sí mismo, utilizando para ellos las cartas coleccionables ofrecidas en el juego. Los jugadores utilizan sus cartas para invocar unidades sobre la mesa de juego o lanzar hechizos, con la finalidad de reducir la salud del adversario a cero y así ganar la partida. Al ganar partidas, completar misiones y participar en eventos el jugador es recompensado con la moneda del juego (oro), nuevas cartas, paquetes de cartas u otros premios. Los jugadores pueden utilizar el oro ganado para adquirir paquetes de cartas o ganar acceso a otros modos de juego, como el modo "draft". También se permite adquirir oro a través de microtransacciones. El juego ofrece también campañas para un solo jugador. Varias veces por año Dire Wolf Digital publica nuevas colecciones de cartas ("sets") ya sea como paquetes de expansión o como campañas.

## Jugabilidad
Las partidas en Eternal consisten en enfrentamientos entre dos adversarios (ya sea Jugador vs. Jugador, o Jugador vs. un adversario operado por AI) utilizando mazos con cantidades variables de cartas que contienen unidades, accesorios, poderes y hechizos. El objetivo es el de reducir la vida del adversario de 25 a cero o conseguir que al otro jugador se le acaben las cartas.

### Cartas
Hay cuatro tipos de cartas en Eternal:
- Las cartas de poder (Power) son el sistema de recursos en el juego, y, según la facción de poder, posibilitan jugar otras cartas. Los mazos pueden tener entre un tercio y dos tercios de cartas de poder.
- Las cartas de unidad (Unit) representan a caracteres y criaturas.
- Las cartas de accesorio (Attachment) son jugadas encima de una unidad (en el caso de las Armas o Maldiciones) o encima del avatar de jugador (en el caso de Reliquias, Armas del tipo Reliquia, y Maldiciones del tipo Reliquia).
- Las cartas de hechizo (Spell) tienen un efecto inmediato cuándo son jugadas, y luego son descartadas. Los hechizos de categoría rápida (Fast Spell) pueden ser jugados durante la fase de combate o durante el turno del adversario.

### Facciones
Todas las cartas en Eternal se dividen en cinco facciones, junto con una sexta categoría que incluye cartas que carecen de facción alguna. Las cinco facciones son:
- Fuego (rojo) es la facción de creación y destrucción; en donde la mayoría de los problemas pueden ser manejados con soluciones rápidas y violentas.
- Justicia (verde) es la facción de orden, tanto en la búsqueda de armonía cívica como de tiranía brutal.
- Primal (azul) es la facción de naturaleza tanto en la furia salvaje como en la belleza prístina.
- Sombra (morado) es la facción de ambición e instinto; en donde caminos ocultos llevan a peligrosos secretos.
- Tiempo (amarillo) es la facción de aprendizaje y descubrimiento; en donde el conocimiento es la clave del poder.

Además, las facciones son combinadas en pares, que reciben el nombre de acuerdo a distintas ubicaciones en Myria, el mundo de Eternal. Estas Son:
|          | Fuego     | Justice   | Primal  | Sombra    | Tiempo  |
| -------- | --------- | --------- | ------- | --------- | ------- |
| Fuego    | -         | Rakano    | Skycrag | Stonescar | Praxis  |
| Justicia | Rakano    | -         | Hooru   | Argenport | Combrei |
| Primal   | Skycrag   | Hooru     | -       | Feln      | Elysian |
| Sombra   | Stonescar | Argenport | Feln    | -         | Xenan   |
| Tiempo   | Praxis    | Combrei   | Elysian | Xenan     | -       |

### Sets y campañas publicadas
El Trono Vacío (The empty throne) es la campaña básica que sirve como tutorial para introducir nuevos jugadores al sistema de juego. Los jugadores utilizan mazos preconstruidos de cada facción para jugar a través de cinco historias que constan de cuatro partidas cada una. En cada partida se ganan nuevas cartas que son añadidas al mazo del jugador. Al completar cada historia los jugadores mantienen todas las cartas utilizadas en su colección y ganan un nuevo mazo.
El Trono Vacío (The empty throne) es también el nombre del primer set, que fue publicado el 19 de noviembre de 2016 e incluye 413 cartas. 
La recompensa de Jekk (Jekk's Bounty) es la primera campaña añadida y un mini-set publicados el 16 de febrero de 2017 La campaña introdujo 16 cartas. Los jugadores asumen el papel de aprendiz de Jekk, el Cazador de Recompensas, quién les guía en una serie de 16 misiones de jugador solo. Durante estas misiones el jugador utiliza un mazo construido por sí mismo pero durante cada misión aplican reglas especiales que afectan el funcionamiento de cada partida. Al completar cada misión se otorga el jugador con cuatro copias de cartas que sólo pueden ser adquiridas en las misiones de Jekk's Bounty.
Presagios Del Pasado (Omens of the Past) es el segundo set de Eternal publicado el 14 de julio de 2017. El set presenta 252 cartas, nuevos pares de facción y un nuevo funcionamiento de carta llamado Chispa (Spark) que añade un efecto adicional a una carta, si el adversario ha sufrido daño durante el turno del jugador.
El Cuento de Horus Traver (The tale of Horus Traver) es la segunda campaña y mini-set publicados el 3 de noviembre de 2017. La campaña introdujo 23 cartas nuevas y 16 misiones. Los jugadores asumen el papel del colono Horus Traver, mientras este es guiado hacia su destino como un Extranjero (Stranger) por Azindel.
La Carretera del Crepúsculo (The Dusk Road) es un set completo publicado el 18 de diciembre de 2017. El set presenta 280 cartas y un nuevo funcionamiento de carta llamado Anochecer (Nightfall) que cambia el modo de juego entre día y noche.
La venganza de los muertos (Dead Reckoning) es la tercera campaña y mini-set publicados el 17 de marzo de 2018. Incluye 25 cartas y 18 misiones. Cuenta la historia de la rebelión de Icaria, una Capitana Valquiria, contra el Comandante Lord Rolant. La historia se ubica antes de los acontecimientos de El Trono Vacío y continúa hasta el asesinato de Rolant.
La Caída de Argenport (The Fall of Argenport) es el cuarto set publicado el 28 de junio de 2018. El conjunto presenta 279 cartas.

### Modos de juego: Ranked, Casual y Gauntlet
En los modos Ranked (PvP), Casual (PvP) y Gauntlet (PvE) los jugadores utilizan mazos construidos de 75 cartas en su colección. El modo Ranked es una competición de clasificación mensual dividido en cinco grupos en donde los jugadores compiten entre sí: Bronce, Plata, Oro, Diamante y Masters, obteniendo puntos para el ranking al ganar partidas, y viceversa. Casual es similar a Ranked excepto que no es una competencia y no por lo tanto no clasifica. Gauntlet permite jugar contra adversarios AI en series de siete partidas consecutivas, culminando en una partida con un "Jefe" que tiene reglas de juego especiales.

### Modos de juego: Draft y Forge
En los modos Draft (PvP) y Forge (PvE) los jugadores construyen mazos seleccionando cartas desde una selección predefinida. Los jugadores mantendrán todas las cartas seleccionadas, junto con recompensas adicionales según la cantidad de partidas ganadas. El modo Draft consta de 48 cartas que son seleccionadas de cuatro paquetes de 12 cartas cada uno, y de cualquier número de tarjetas de poder. Con estas cartas el jugador debe armar un mazo de 45 cartas. Forge es un modo en el que los jugadores seleccionan 25 cartas, una por una, entre conjuntos de tres cartas. Las cartas de poder son añadidas automáticamente después de que todas las otras cartas son seleccionadas. En estos dos modos el jugador juega una serie de siete partidas, a menos que llegue a tres partidas perdidas antes de finalizar la serie.

### Puzles
Eternal presenta varios puzles, cada uno enfocando una mecánica diferente del juego con la finalidad de enseñar al jugador el funcionamiento del juego. Los puzles son para un solo jugador y al completar cada desafío el jugador recibe oro.

### Eventos
Desde que la versión beta se hizo pública ("open beta") Dire Wolf Digital para abrir beta, organizó eventos PvP con características únicas. Por ejemplo, el Evento de la Sombra de Eclipse (Shadow Eclipse Event) el 21 de agosto de 2017 permitía a los jugadores retirar una carta adicional del mazo en cada turno y el Evento de Preestreno para la Carretera del Crepúsculo (The Dusk Road Preview Event) el 14 de diciembre de 2017 permitía a los jugadores jugar con cartas de La Carretera de Crepúsculo antes de su publicación.
Desde abril de 2018, Eternal organiza una liga mensual con formato limitado de mazo sellado ("sealed deck"), en donde los jugadores no pueden elegir cartas de su colección y solo pueden utilizar cartas recibidas durante el evento. Al finalizar el mes finaliza el evento y los jugadores son premiados con cartas, una carta premium y un diseño nuevo para la parte trasera de las cartas.

### Recompensas
Las recompensas en Eternal consisten de cartas, oro y paquetes de cartas. Las recompensas se encuentran en cofres y las mismas varían según la rareza del mismo. Las cuatro rarezas son Bronce, Plata, Oro y Diamante. Al abrir un cofre es posible, aunque poco probable, que el cofre se transforme en otro cofre de rareza más alta. El jugador gana recompensas tras ganar partidas en los modos Casual y Ranked y tras completar eventos en los modos Draft, Forge y Gauntlet. Además, al finalizar el mes se reciben recompensas por participar en los modos Ranked, Draft y la liga con mazo sellado. Las recompensas varían según la posición final del jugador en cada tabla de liga.
Desde la creación del juego, se han publicado cartas promocionales que se pueden obtener al participar gratuitamente en determinados desafíos. Una vez finalizada la promoción las cartas aún pueden ser obtenidas pero para ello será necesario crearlas utilizando gemas (shiftstone).

## Desarrollo
Eternal fue anunciado en enero de 2016 en PAX Sur, y lanzó una versión beta privada en abril del mismo año. El 18 de noviembre de 2016, las cuentas de jugador creadas durante el periodo bajo beta privada fueron borradas y comenzó la beta pública. Los jugadores que participaron en la beta privada recibieron una cantidad de paquetes de cartas que se determinó según el tamaño de la colección de cartas que juntaron. Desde entonces, el juego todavía se categoriza bajo Acceso Anticipado (Early Access) en Steam.
El equipo de Dire Wolf Digital incluye jugadores del salón de la fama de Magic: el encuentro, como Luis Scott-Vargas y Patrick Chapin y otros jugadores profesionales del mismo juego, incluyendo Conley Woods, Patrick Sullivan y Josh Utter-Leyton.

## La historia del juego.

### El Trono Eterno
Eternal cuenta la historia de la lucha por el Trono Eterno de Myria al quedar esté vacante tras la desaparición del rey Caiphus. El trono tiene propiedades mágicas, tal como se explica en el epílogo de la campaña El Trono Vacío, pero el alcance y la naturaleza de estas propiedades no está claro según los sets y campañas publicadas a fecha de hoy (Octubre 2018).

### Los Vástagos (Scions)

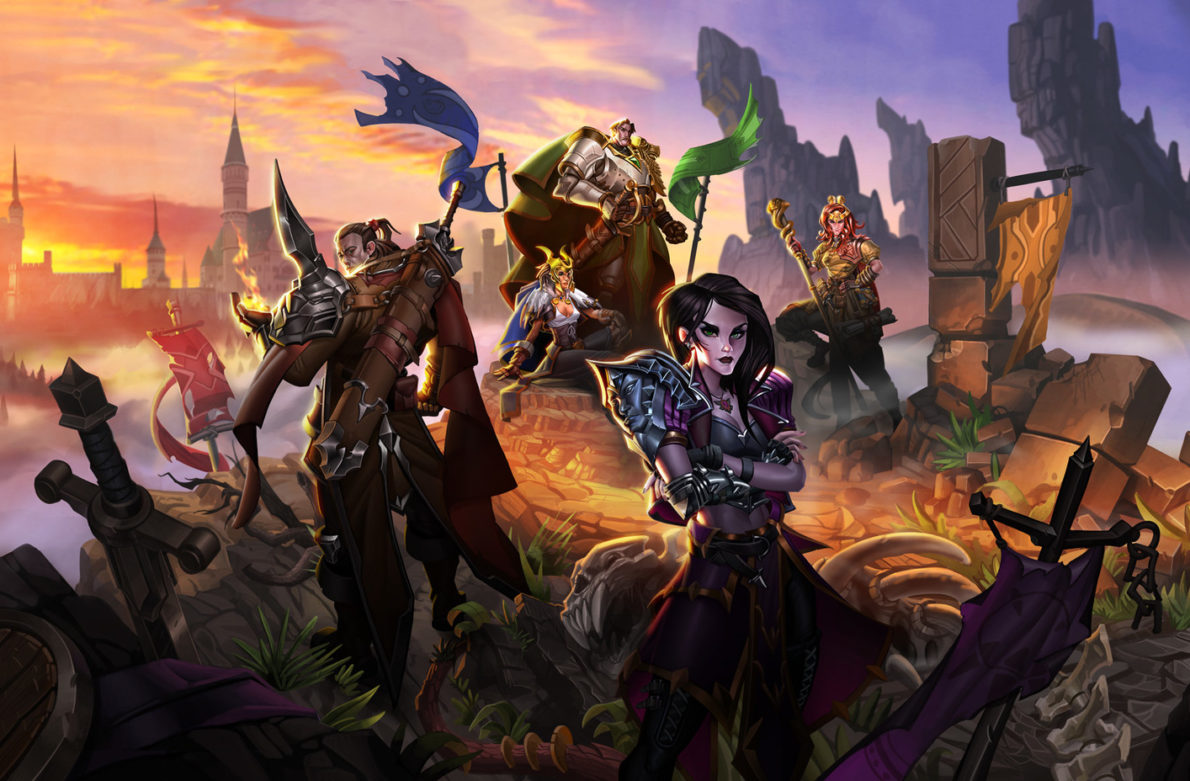
Los Vástagos, de izquierda a derecha: Kaleb, Eilyn, Rolant, Vara y Talir

Con el rey Caiphus desaparecido cinco vástagos se perfilan para ocupar el trono. Estos poderosos personajes en el mundo de Eternal tienen su propia agenda a seguir.
- Rolant es el Comandante de los vigilantes de la corona, el regente actual de Argenport en la ausencia de un gobernante oficial y el tío de Caiphus. Intenta mantener el orden utilizando al ejército, lo cual desencadena una guerra civil en la ciudad.
- Eilyn Es una poderosa chamán de las tribus bárbaras que casi destruyeron Argenport hasta que una tregua fue alcanzada al casarse con Caiphus.
- Kaleb es un testarudo guerrero con poco interés en la política, quien al ser un hijo ilegítimo de Caiphus y una madre desconocida ve debilitada su intención de conseguir el trono.
- Vara es hija de Caiphus y quien se perfila como heredera legítima al trono. Sin embargo, cansada de ser utilizada por otros para fines políticos, se ve más interesada en explorar la tierra de sombras (Shadowlands).
- Talir es una de las magas más capaces de Myria. Es la hermana de Caiphus y la maga suprema del Praxis Arcanum.

### Otros personajes
- Caiphus es el ocupante anterior del Trono Eterno. Cada uno de los Vástagos está definido por su relación con él.
- Jekk, el Cazarrecompensas es el protagonista y narrador de la apertura cinemática de Eternal y de la campaña La recompensa de Jekk.
- Icaria fue la primera de las Valquirias y además su Capitana pero se volvió contra Rolant al dirigir una rebelión contra su gobierno.
- Azindel venció a Caiphus y rompió el sello del Trono Eterno. Es quien guía a Vara a través de la tierra de sombras y le dio un amuleto mágico que borró su memoria.
- Los Extranjeros (The Strangers) son un ejército de hombres cuyas caras están marcadas con un brillante símbolo violeta creado por Azindel.
- Horus Traver es un simple colono que se ve envuelto en la lucha por el Trono Eterno.

## Recepción
Desde su publicación, Eternal ha recibido críticas positivas por jugadores y los medios. Actualmente (Octubre 2018) está valorado 77/100 en Steam, 4.5/5 en Google Play y 4.6/5 en la tienda iOS. Dire Wolf Digital ha presentado el juego en múltiples convenciones, entre las que se incluyen 2016 Pax Sur, 2016 Pax Este, 2016 Pax Oeste, 2016 Gen Con, 2017 Pax Sur, 2017 Pax Este, 2017 Pax Oeste, 2017 Gen Con, 2018 Pax Sur y 2018 Pax Este.
En comparación con competidores, como Hearthstone, Shadowverse y Gwent, Eternal es considerado un juego "más gratuito" en el sentido que uno debe jugar menos tiempo para conseguir cartas y coleccionarlas.